# Црква Светог Ђорђа у Осмакову
Црква Светог Ђорђа у Осмакову једна је од цркава у саставу Архијерејског намесништава пиротског у Епархији нишкој. Највероватније је подигнута у 15. веку, на старијем култном месту. Не зна се ко је њен ктитор.

## Положај
Црква се налази између огранака Сврљишких планина, у планинском подручју Висока, које са налази у средишњем делу понишавља у селу Осмаково састављеном из више махала и засеока, на 7 km  северозападно од села Црноклиште, 15 km источно од Беле Паланке и 25 km северозападно од Пирота на старом бановинском путу.
Администартивно црква припада општини Пирота у Пиротском округу, а црквено Архијерејском намесништву пиротском.
Географски положај
- Северна географска ширина: 43° 16′ 34"
- Источна географска дужина: 22° 25′ 19"
- Надморска висина: 486 m

## Степен заштите
Црква као значајни сведок историје има статус споменика културе, и стављена је под заштиту 1974. године.

## Архитектура и фрескодекорација
Црква је једноставна једнобродна грађевина подигнута на старијем култном месту о чему сведочи фрагменти касноантичке пластике. Засведена је полубличастим сводом. На истоку има олтарску апсиду која је и споља и изнутра полукружног облика.
Светлост у унутрашњост цркцу улази кроз кроз три прозора на источној северној и јужно страни. На западној страни је улаз изнад којег је избочени полукружни лук као једини декоративни елемент. Споља је омалтерисан и окречена.
На унутрашњим зидовима налазе се остаци фресака, међу којима се распознају Благовести на источном зиду, Причешће апостола хлебом и вином у конхи апсиде. На јужном зиду видљиве су преставе: Рођење Христово, Крштење и Лазарево васкрсење. На западном зиду назире се Богородичино успење. Циклус Великих празника од стојећих фигура одвајао је фриз медаљона са попрсјима светитеља. Према стилским и иконографским одликама, највероватније да очувани живопис потиче из првих деценија 17. века, када је вероватно и црква први пут и осликана.

## Галерија
Део олтара са остацима фрескодекорације